# Szlak kajakowy

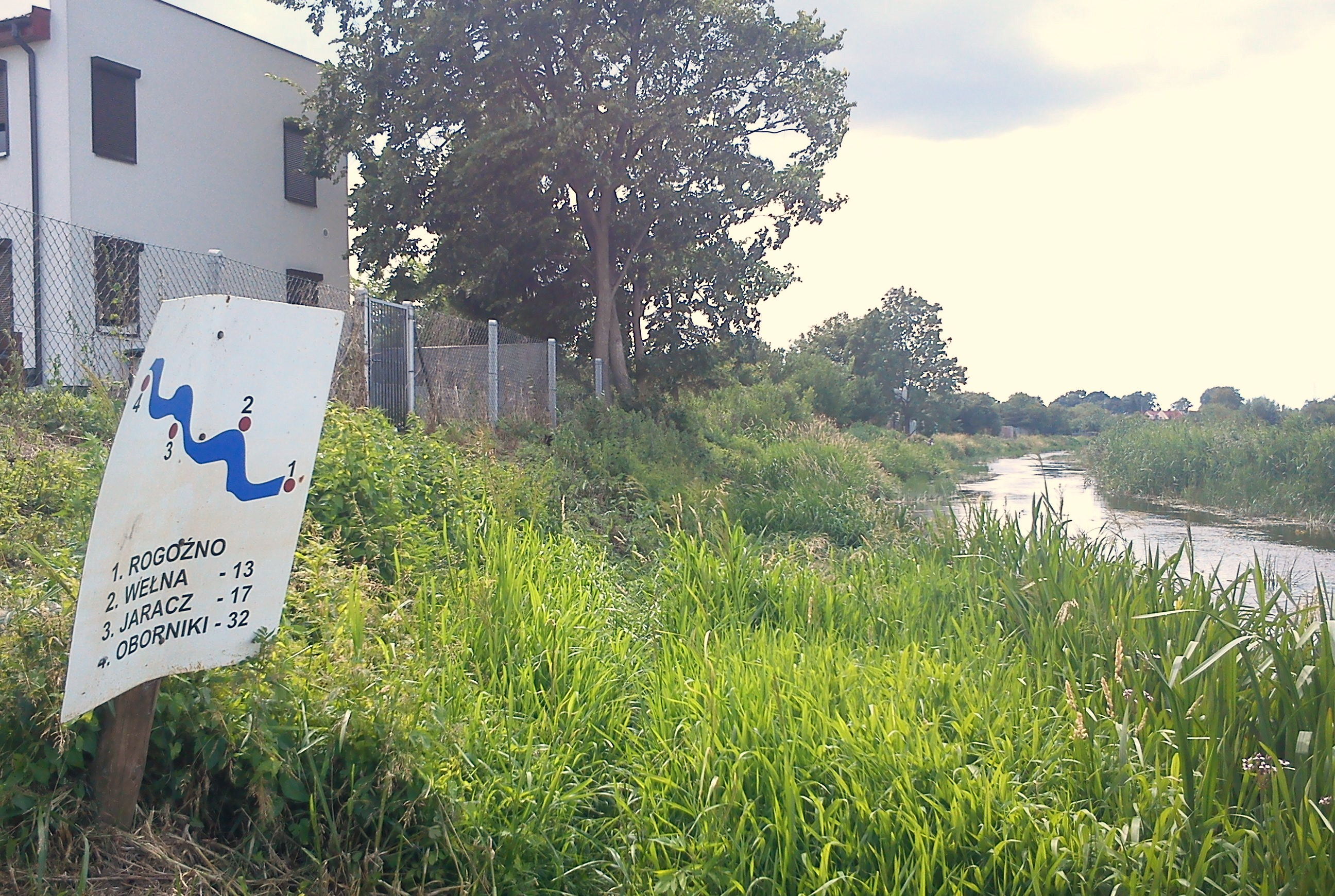
Szlak kajakowy na Wełnie w Rogoźnie (ZWB – łatwy). Widoczna tablica informacyjna z mapką szlaku

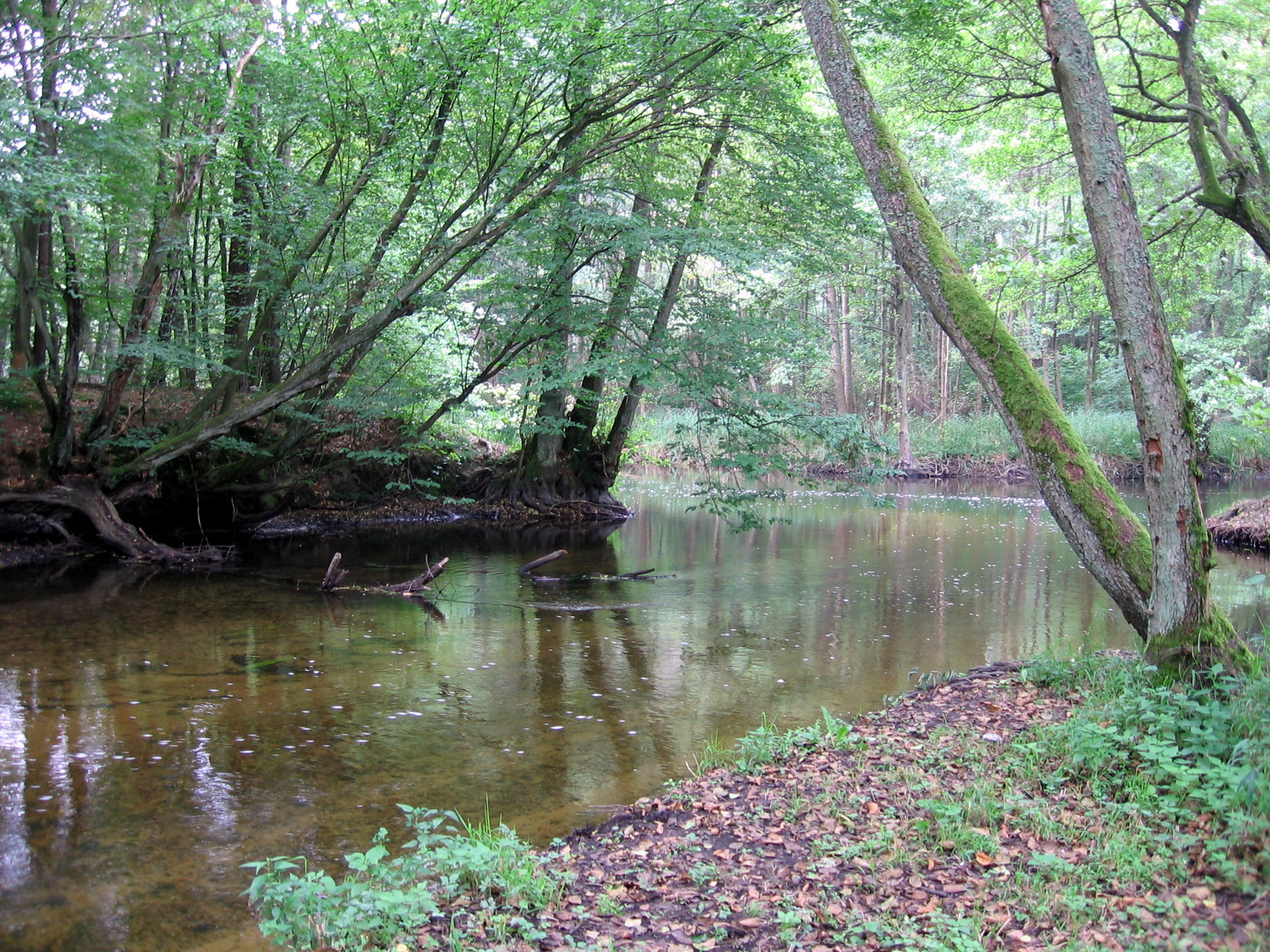
Korytnica (dopływ Drawy) szlak o trudności ZWB-ZWC (widoczne płycizny)

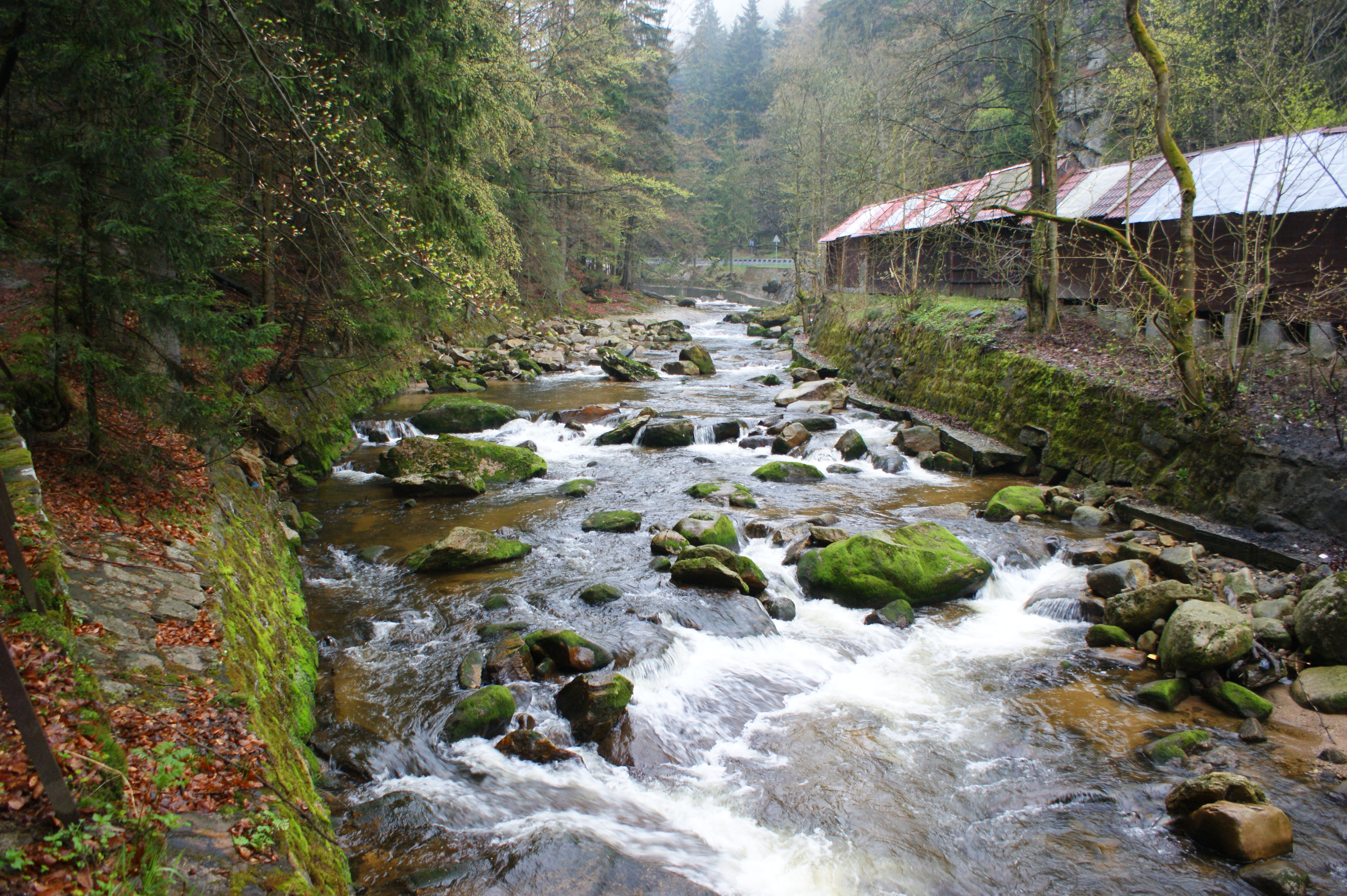
Kamienna (w Szklarskiej Porębie) – szlak o trudności WWIV

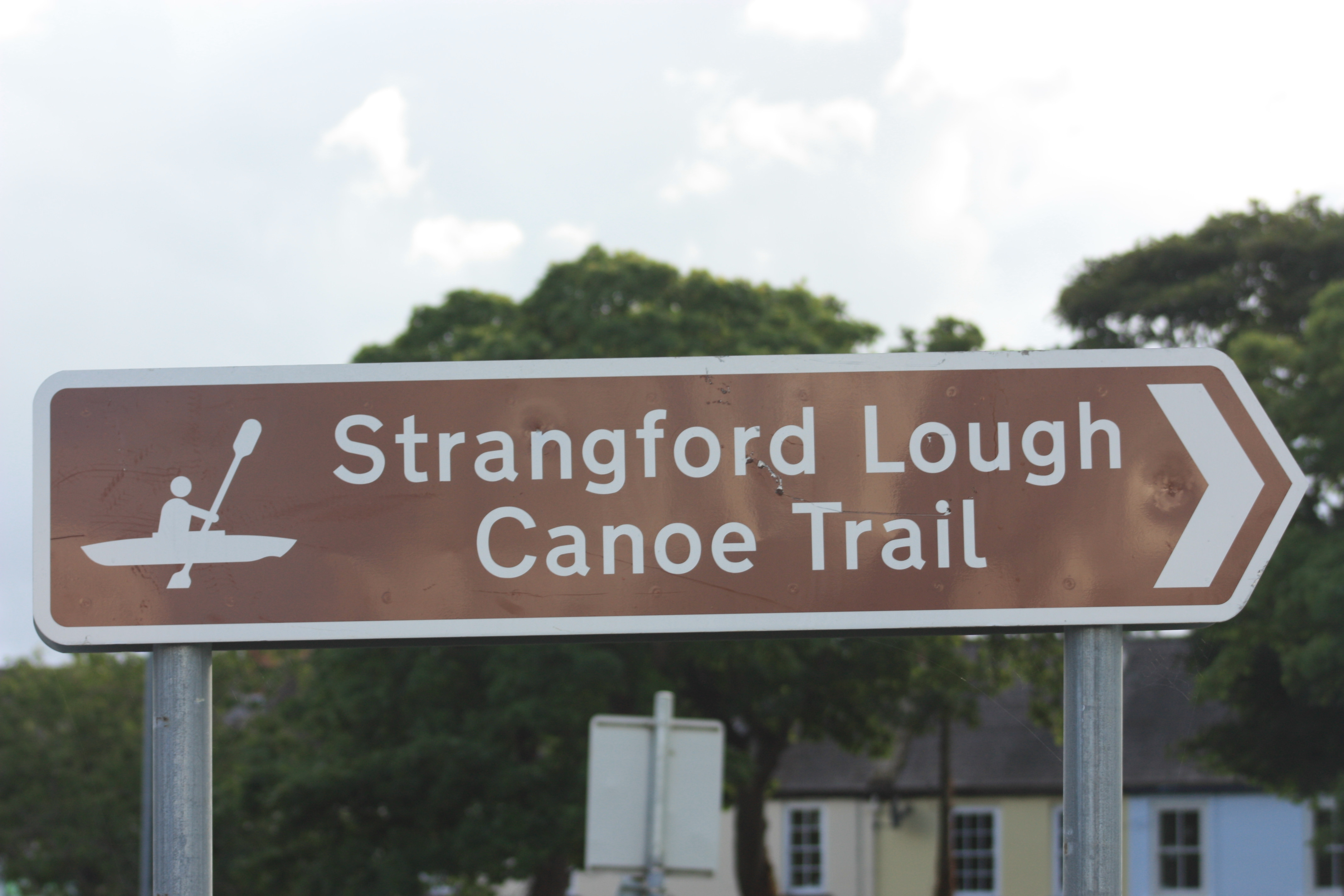
Szlak kajakowy w Irlandii Północnej

Szlak kajakowy – wytyczona w terenie trasa służąca do odbywania wycieczek kajakowych (spływów), oznakowana stosownymi znakami i wyposażona w urządzenia informacyjne, zapewniające bezpieczne i spokojne jej przebycie turyście o dowolnym poziomie umiejętności i doświadczenia, w każdych warunkach pogodowych i o dowolnej porze roku, jeśli osobne uregulowania (np. skala trudności) nie stanowią inaczej.

## Oznaczenia szlaków kajakowych
Oznaczenia szlaków kajakowych w Polsce (najczęściej tablice z zadaszeniem):
- znaki informacyjne – czarne na białym tle z granatową obwódką,
- znaki ostrzegawcze – czarne na białym tle z czerwoną obwódką.

## Trudność
O trudności szlaków kajakowych decydują warunki nawigacyjne i ograniczenia występujące na trasie (rzece, jeziorze). Mogą to być: prędkość nurtu, charakter koryta, istnienie bystrz, wirów, szypotów, głazów (nad- i podwodnych), progów, jazów, ostrych zakrętów, przeszkód (np. zwalonych pni) i innych. W przypadku jezior i szerokich rzek także wielkość otwartego na wiatr akwenu, jego głębokość i podatność na powstawanie niebezpiecznych fal. Rzeki nizinne mogą być pokonywane na każdym sprzęcie (z nielicznymi wyjątkami). To samo dotyczy rzek górskich do kategorii WWII, pod warunkiem zasobności w wodę i doświadczonej załogi.
Klasyfikacja trudności szlaków kajakowych:
- ZWA (bardzo łatwy, dostępny dla początkujących) – małe zbiorniki, woda stojąca, brak fal, słaby prąd, praktyczny brak przeszkód,
- ZWB (łatwy, dostępny dla początkujących) – średnie zbiorniki, rzeki o dość silnym prądzie, przeszkody i zjawiska podwyższające trudność,
- ZWC (nieco trudny, dostępny dla początkujących pod opieką doświadczonych) – duże zbiorniki, szybki nurt, małe regularne bystrza, ostre zakręty, mielizny, ławice, duża liczba przeszkód wymagających dokładnego manewrowania,
- WWI (umiarkowanie trudny, dostępny dla początkujących pod opieką doświadczonych) – rzeki górskie o znacznym prądzie, rzadko występujące duże kamienie, bystrza o szerokich przejściach, regularne fale, częste przemiały, wszelkie trudności łatwe do odpowiednio wczesnego zauważenia,
- WWII (dość trudny, tylko dla doświadczonych) – rzeki górskie, szybki prąd, podwodne skały i głazy, małe progi, duże fale, regularne odwoje,
- WWIII (trudny, tylko dla doświadczonych – mogą oni pokonać szlak bez asekuracji z lądu) – rzeki górskie o silnym nurcie z dużymi falami, częste małe odwoje, małe progi, nieduże szachownice głazów,
- WWIV (bardzo trudny, tylko dla doświadczonych, na niektórych odcinkach wymagane rozpoznanie i asekuracja z lądu) – rzeki górskie, bardzo silny nurt, duże nieregularne fale, nieregularne i skośne odwoje, szachownice z dużych kamieni zasłaniające trasę, trudności z zatrzymaniem,
- WWV (nadzwyczaj trudny, tylko dla bardzo doświadczonych, rozpoznanie z lądu i asekuracja konieczne, szlak niebezpieczny) – rzeki górskie, bardzo szybki nurt, duże progi, silne i nieregularne odwoje, wysokie i nieregularne fale, bardzo duże spadki, bardzo duże trudności z zatrzymywaniem,
- WWVI (skrajnie trudno, tylko dla bardzo doświadczonych) – przepłynięcie na granicy ludzkich możliwości, nawet przez osoby o szczytowym doświadczeniu.

Każda z powyższych kategorii może być dodatkowo oznaczona symbolami + lub –, uszczegóławiającymi klasyfikację o ⅓.
Przykłady trudności na rzekach Polski:
- ZWA: Czarna Hańcza, Krutynia, Szlak Konwaliowy,
- ZWB: Gwda, Rypienica, Cetynia (częściowo),
- ZWC: Rospuda, Smortawa, Wieprz (wszystkie częściowo),
- WWI: Słupia, Łyna, Biała Głuchołaska (wszystkie częściowo),
- WWII: Białka, Dzika Orlica, Biała Lądecka (do Radochowa),
- WWIII: Bóbr (przed jez. Modrym), Sękówka,
- WWIV: Kamienna (poniżej Szklarskiej Poręby),
- WWV: Kamienna (bezpośrednio powyżej Szklarskiej Poręby),
- WWVI: w Polsce nie występuje.

## Uciążliwość

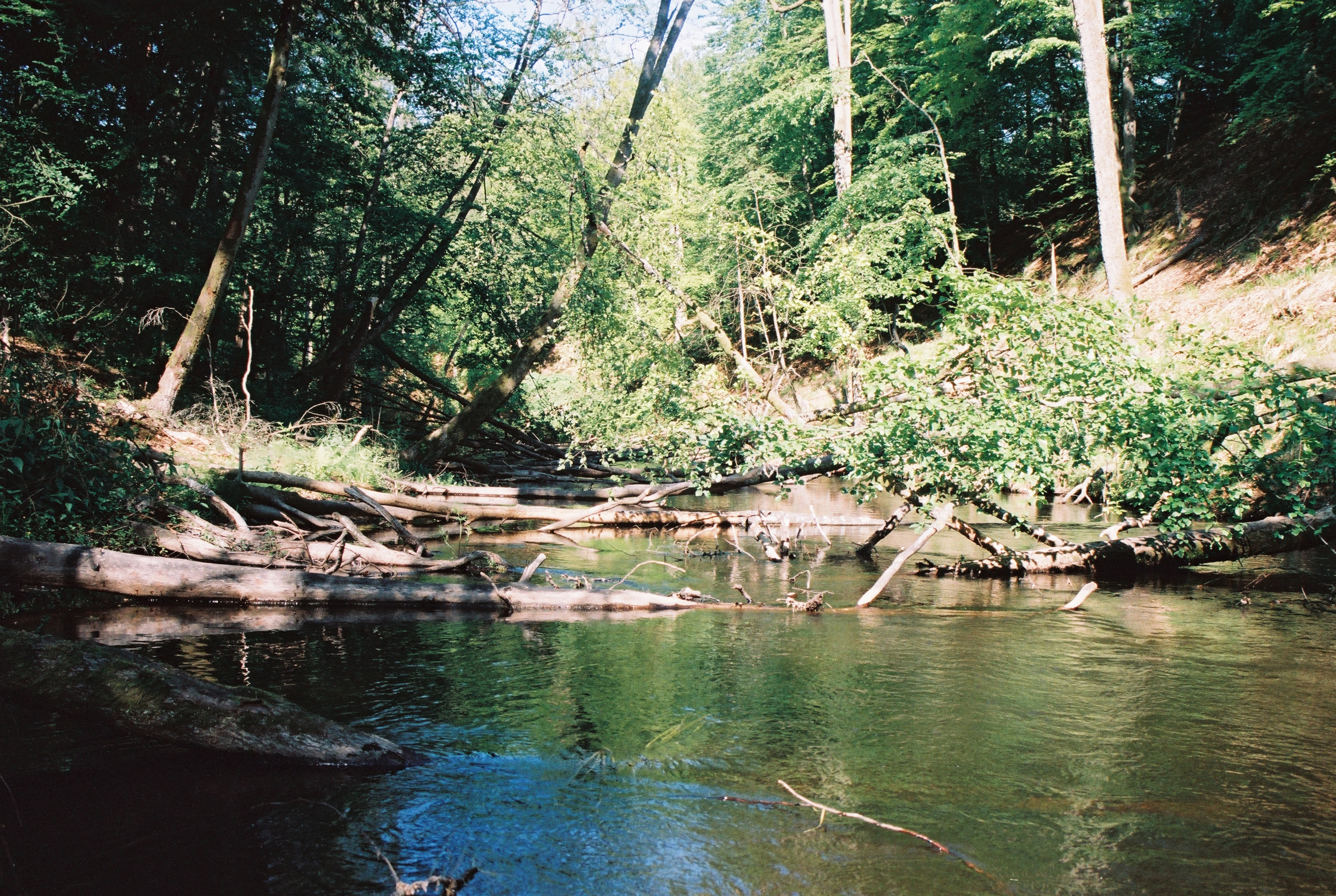
Brda (ZWA-ZWB, U1-U3) – przykład uciążliwości na szlaku (zwalone pnie)

Kategoria uciążliwości jest dużo bardziej subiektywna od trudności, gdyż zależy od wielu czynników, często zmiennych i różnie odbieranych przez poszczególnych użytkowników trasy. Uciążliwość determinowana jest przez przeszkody wymagające reakcji turysty – przenoski lub przeciąganie kajaka, holowanie, przeciskanie się pod pniami lub kładkami, przepychanie przez zarośnięte koryto itp.
Uciążliwości mogą być stałe (np. jazy, elektrownie, śluzy) lub okresowe (np. stan wód, zarastanie latem). Uciążliwość zależy też od użytkowanego sprzętu (np. w przypadku kajaka składanego trzeba bardziej uważać na ochronę poszycia niż w przypadku kajaka poliestrowego), posiadania wózka do transportu kajaka lub doświadczenia uczestników spływu.
Biorąc pod uwagę wszystkie powyższe czynniki, przyjmuje się, że uciążliwość szlaku kajakowego podawana jest dla dwójki przeciętnie sprawnych turystów. Każdy szlak może okazać się o stopień mniej lub bardziej uciążliwy dla innych.
Klasyfikacja uciążliwości szlaków kajakowych:

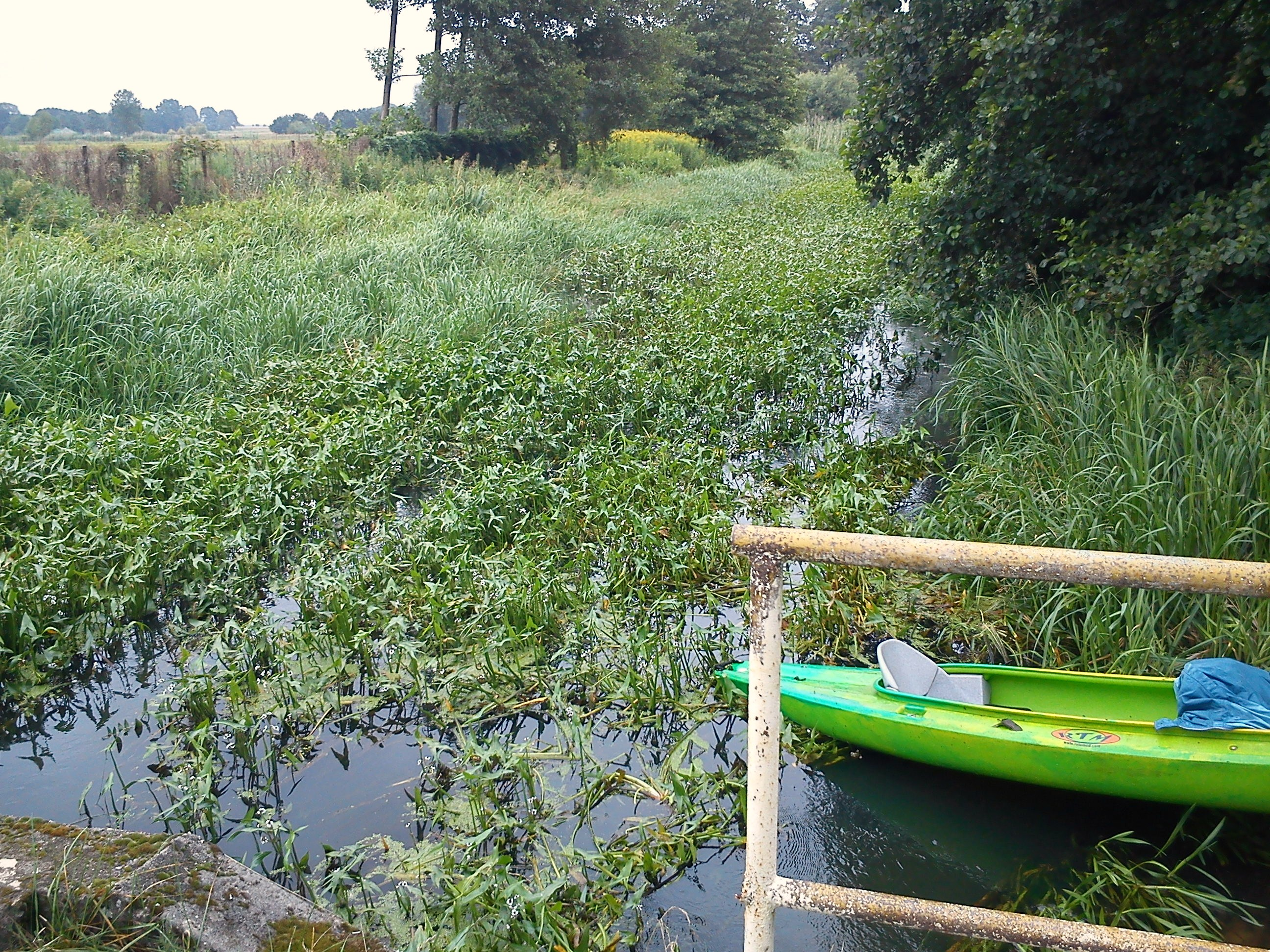
Zarośnięcie koryta – przykład uciążliwości na szlaku kajakowym – Młynówka Sułowska, dopływ Baryczy

- U1 (szlak nieuciążliwy) – brak przeszkód wymagających wysiadania z kajaka, ewentualnie przeszkody, których pokonanie zabiera mniej niż 10% czasu przeznaczonego na płynięcie,
- U2 (szlak nieco uciążliwy) – wysiadanie konieczne, przeszkody, których pokonanie zabiera od 10% do 25% czasu przeznaczonego na płynięcie,
- U3 (szlak dość uciążliwy) – wysiadanie konieczne, przeszkody, których pokonanie zabiera od 25% do 50% czasu przeznaczonego na płynięcie,
- U4 (szlak uciążliwy) – wysiadanie konieczne, przeszkody, których pokonanie zabiera od 50% do 100% czasu przeznaczonego na płynięcie,
- U5 (szlak bardzo uciążliwy) – wysiadanie konieczne, przeszkody, których pokonanie zabiera od 100% do 200% czasu przeznaczonego na płynięcie,
- U6 (szlak nadzwyczaj uciążliwy) – wysiadanie konieczne, przeszkody, których pokonanie zabiera ponad 200% czasu przeznaczonego na płynięcie.

Przykłady uciążliwości na rzekach Polski:
- U1: Warta, Nurzec, Pisa,
- U2: Ropa, Strzegomka, Kaczawa,
- U3: Zgłowiączka, Flinta, Krąpiel,
- U4: Bóbr, Liwa, Rawka (w części),
- U5: jar Raduni, Czerna Wielka, Ruziec,
- U6: na niektórych odcinkach: Czerska Struga, Kulawa, Skrwa.

Przebywanie szlaków o wyjątkowo dużej uciążliwości (U5, U6) jest przedmiotem zainteresowania kajakarstwa zwałkowego.

## Atrakcyjność (malowniczość)

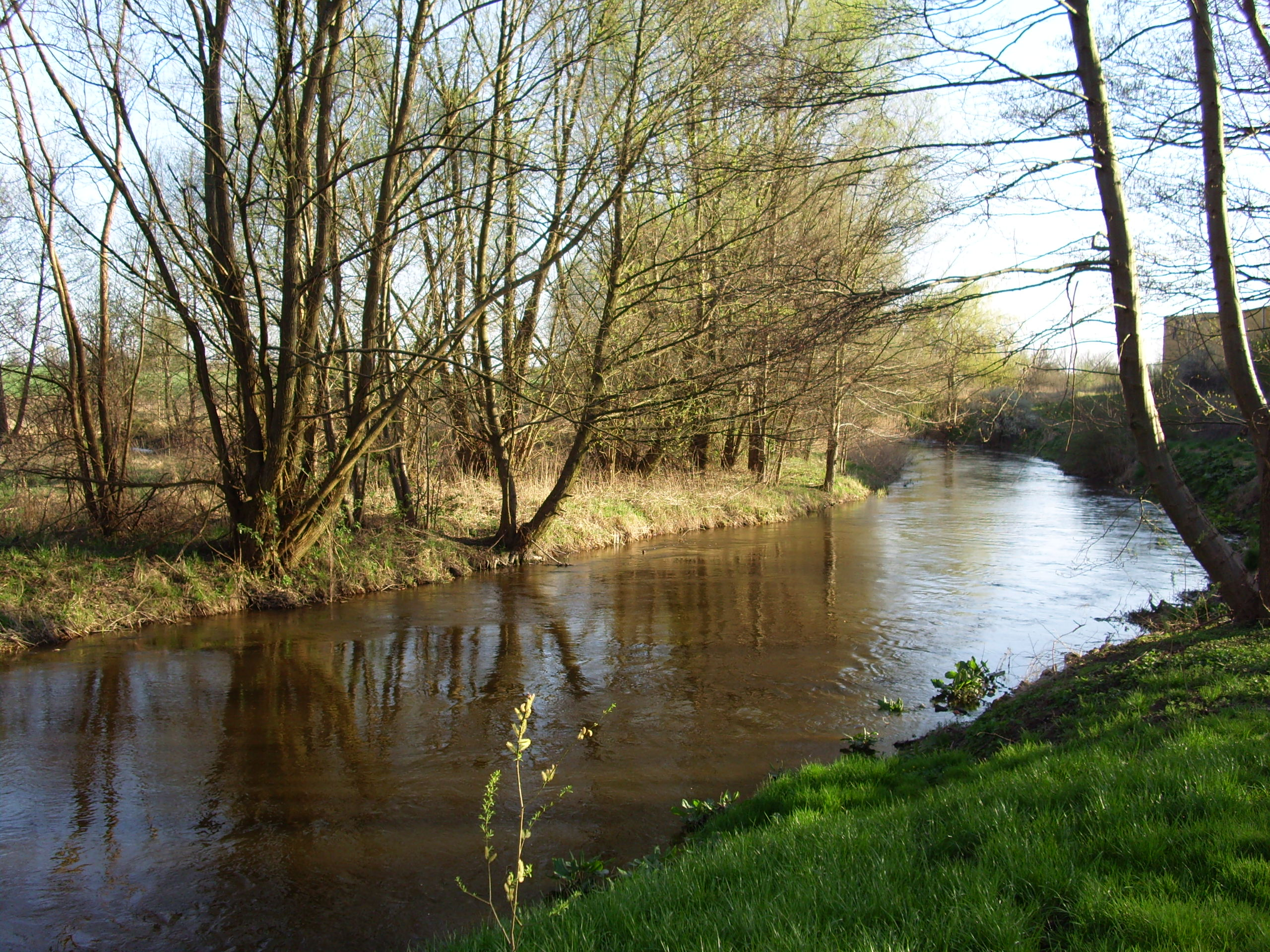
Drawa – szlak o malowniczości (***) – bardzo malowniczy

Skala atrakcyjności jest najbardziej subiektywną ze wszystkich trzech skal, ponieważ wiąże się w dużym stopniu z oceną estetyczną walorów szlaku i jego otoczenia. Często rzeka dość monotonna (np. uregulowana) płynie doliną o dużych walorach krajobrazowych lub odwrotnie – bardzo atrakcyjna rzeka płynie w subiektywnie mało ciekawym otoczeniu – np. poprzez zwarty, płaski las. Do oceny atrakcyjności (malowniczości) podchodzić należy zatem z pewną rezerwą, aczkolwiek skala może stanowić ważny wyznacznik do podjęcia decyzji o spłynięciu danym szlakiem.
Klasyfikacja atrakcyjności szlaków kajakowych:
Skala atrakcyjności zawiera trzy stopnie, oznaczane gwiazdkami (*):
- (***) – szlak bardzo malowniczy,
- (**) – szlak malowniczy,
- (*) – szlak dość malowniczy.

Przykłady atrakcyjności rzek Polskich:
- (*): Łaźna Struga, Kanały Obrzańskie, Kanał Górnonotecki,
- (**): Wisłok, Mała Panew, Kanał Ślesiński,
- (***): Krutynia, Dzika Orlica, Wadąg.